# Jordi Ojeda Rodríguez
Jordi Ojeda Rodríguez (Barcelona, 1966) és un empresari i doctor en enginyeria industrial, especialitzat en producció automatitzada i professor del Departament d'Empresa de la Universitat de Barcelona. És també un gran expert en còmics, robòtica i ciència-ficció. Compagina la seva activitat professional exercint de divulgador de ciència i tecnologia tot emprant el còmic com a instrument pedagògic. Aquesta activitat l'ha conduït a col·laborar en diverses ocasions amb el Saló Internacional del Còmic de Barcelona, pel qual ha comissariat diverses exposicions, o el Festival Internacional de Cinema Fantàstic de Catalunya.
El 2010 fou guardonat amb el premi popular a la millor divulgació del Saló del Còmic de Barcelona.

## Estudis i professió
Es va llicenciar com a enginyer industrial amb un màster en Producció Automatitzada i Robòtica per la Universitat Politècnica de Catalunya. A més de professor associat de la Universitat de Barcelona, és cofundador de l'empresa Rational Time, especialitzada en l'organització del temps de treball i gestió de projectes.
És codirector del projecte "Còmics, ciència i tecnologia" de la Càtedra Unesco de Tècnica i Cultura de la UPC.
El 2017 fou coordinador d'activitats del 35è Saló del Còmic de Barcelona, edició que va destacar per l'exposició "còmics en vol", una gran mostra de models reals d'avions d'època que pretenia mostrar la presència de l'aviació en el món del còmic.

## Exposicions comissariades
- 2008 – Faros de papel. Exposició de còmics amb motius de fars. Va mostrar pàgines i vinyetes del còmic El faro de Paco Roca; Traç de guix de Miguelanxo Prado; les sèries francobelgues Astèrix i Tintín; còmics de Mortadelo y Filemón o l'adaptació al còmic de la novel·la El far de la fi del món de Jules Verne, amb portada dibuixada per Antonio Bernal. Fou organitzada pel festival de còmic de La Corunya Viñetas desde o Atlántico, juntament organitzada amb el professor Francesc Solé.[4]

- 2012 - Robots en la seva tinta. Exposició concebuda com un projecte divulgatiu que explorà els vincles entre la ciència-ficció i la realitat. Fou l'exposició central del Saló Internacional del Còmic de Barcelona de 2012.[5]

- 2013 - La guerra dels mons. Exposició mostrada al Festival Internacional de Cinema Fantàstic de Catalunya de 2013. La mostra pretenia recordar la històrica locució radiofònica de l'emissió La guerra dels mons del cineasta Orson Welles, que va provocar que molts oients entréssin en pànic al creure's de veritat la invasió alienígena.[6]

- 2015 – Còmics fantàstics. Exposició amb gairebé 400 originals d'emblemàtics títols com Flash Gordon, Aliens, Judge Dredd, Star Wars, Star Trek o Game of Thrones.[1]

- 2017 - Còmics en vol. Gran mostra de models reals d'avions d'època que va mostrar el vincle entre l'aviació i el 9è art. Fou l'exposició central de la 35a edició del Saló del Còmic de Barcelona. Comissariada juntament amb Carles Santamaria.[7]

## Premis i reconeixements
- 2010 - Premi popular a la millor divulgació del còmic del Saló del Còmic de Barcelona.[2]
- 2017 - Premi a la institució, empresa o personalitat que hagi donat suport al còmic espanyol, entregat per l'Associació d'Autors de Còmic d'Espanya (AACE).[8]

## Publicacions
- Ojeda, Jordi; Solé Parellada, Francesc. Faros De Papel.  Autoridad Portuaria De Santander, 2007. ISBN 978-8493522261.
- Ojeda, Jordi. Cómics A Puerto. Un universo marítimo en viñetas.  Autoridad Portuaria De Santander, 2009. ISBN 978-8493659073.
- Ojeda, Jordi. Robots de cine. De Maria a Alita.  Diábolo, 2019. ISBN 978-8412000856.
- Ojeda, Jordi; Bonilla, José Antonio. Mechacrónicas.  Apache, 2022. ISBN 978-8419293176.